# Lewis versus Alice
Lewis versus Alice est une pièce de théâtre de Macha Makeïeff créée en 2019 à La Fabrica lors du festival d'Avignon. Il est capté et diffusé sur Arte.

## Argument
L'auteur Lewis Carroll est projeté au cœur de ses œuvres Les Aventures d'Alice au pays des merveilles et De l'autre côté du miroir.

## Distribution
- Geoffrey Carey : Lewis Carroll âgé
- Caroline Espargilière : Alice âgé
- Vanessa Fonte : Alice jeune
- Geoffroy Rondeau : Lewis Carroll jeune, le chat du Cheshire et autres personnages
- Clément Griffault
- Jan Peters
- Rosemary Standley : la Reine de cœur